# Boeing Model 360
Boeing Model 360 je bil srednje velik eksperimentalni helikopter s tandem rotorji, ki ga je razvil Boeing Vertol v 1980-ih. Podjetje je samo financiralo razvoj. Helikopter ni vstopil v serijsko proizvodnjo, je pa vplival na razvoj RAH-66 in Bell Boeinga V-22 Osprey. Za razliko od tandem predhodnikov CH-46 in CH-47, je 360 uporabljal več kompozitnih materialov in ni imel sponsonov (izboklin) pri straneh.
Model 360 je imel stekleni kokpit in uvlačljivo pristajalno podvozje.

## Specifikacije
Podatki iz Jane's All The World's Aircraft 1988–89
Splošne karakteristike
- Posadka: 2 pilota
- Dolžina: 51 ft 0 in (15,54 m)
- Premer rotorja:  ()
- Višina: 19 ft 4¾ in (5,91 m)
- Maks. vzletna teža: 30500 lb (13835 kg)
- Pogon letala: 2 ×  turbogredna motorja Avco Lycoming AL5512, 4200 KM (3132 kW)  vsak

 Zmogljivost 
- Maks. hitrost: 200 vozlov (230 mph, 370 km/h)
- Potovalna hitrost: 180 vozlov (207 mph, 334 km/h)